# 500 Degreez
500 Degreez è il terzo album del rapper statunitense Lil Wayne, pubblicato nel 2002 dall'etichetta Cash Money Records/Universal Records.

## Tracce
1. Fly Talkin'  – 1:36
2. Look at Me  – 4:00
3. Way of Life (featuring Big Tymers/TQ)  – 4:01
4. Big Tigger Live on the Radio Skit 1 – 1:31
5. Gangsta and Pimps (featuring Birdman) – 4:41
6. Lovely – 4:02
7. Gangsta Shit (featuring Petey Pablo)  – 3:40
8. Big Tigger Live on the Radio Skit 2 – 1:02
9. Bloodline – 4:21
10. Where You At – 3:50
11. Chillin 10 – 4:06
12. 500 Degreez – 3:45
13. Go Hard (featuring Birdman) – 3:30
14. Young'n Blues – 4:32
15. Believe That (featuring Blaque/Mannie Fresh) – 4:12
16. Rob Nice Live on the Radio Skit – 1:14
17. Fuck You (featuring Big Tymers) – 4:20
18. What Does Life Mean To Me (featuring TQ/Big Tymers) – 1:25
19. Get That Dough (featuring Baby/Tateeze/Cristal) – 3:38
20. Fo Sheezy – 3:44
21. Fly Talkin' Go Home – 3:20

## Classifiche
| Classifica (2000)                     | Posizione più alta |
| ------------------------------------- | ------------------ |
| U.S. Billboard 200                    | 6                  |
| U.S. Billboard Top R&B/Hip-Hop Albums | 1                  |